# Kwelderslak
De (gewone) kwelderslak (Alderia modesta) is een slakkensoort uit de familie van de Limapontiidae. De wetenschappelijke naam van de soort werd in 1844 voor het eerst geldig gepubliceerd door Lovén. Het wordt gevonden in estuariene leefomgevingen en kwelders aan weerszijden van de Noord-Atlantische Oceaan en de Noord-Stille Oceaan.

## Beschrijving
De kwelderslak is een kieuwloze zeenaaktslak die kan uitgroeien tot een lengte van ongeveer 12 mm wanneer volledig volwassen is. De voet is breder dan het lichaam en de zijkanten. Het bovenoppervlak, behalve het voorste derde deel, zijn bedekt met cerata (vingerachtige uitgroeisels). Bij jonge individuen zijn deze georganiseerd in maximaal zeven rijen, maar bij volwassenen zijn de rijen niet langer duidelijk. De anus is geplaatst op een papil op het bovenoppervlak nabij de achterkant. Het omhulsel is doorschijnend en de vertakkende darm en spijsverteringsklier zijn zichtbaar door de cerata en het oppervlak van de voet. De cerata zijn betrokken bij de ademhaling en pulseren regelmatig; dit helpt het bloed door het lichaam te verplaatsen, aangezien er geen hart in dit geslacht is. De algemene kleur van deze zeeslak is transparant bruin, groen of geel, met meer of minder zwarte, bruine, donkergroene of witte vlekjes.

## Verspreiding
Het verspreidingsgebied van de kwelderslak omvat beide zijden van de Noord-Atlantische Oceaan; in West-Europa strekt dit uit van Noorwegen tot Frankrijk en in Noord-Amerika, van Newfoundland tot de staat New York. Het komt ook voor aan de Pacifische kust van Noord-Amerika, van Brits-Columbia tot Californië en in het noordoosten van Azië, waar het voorkomt in de baai van Peter de Grote en de Gele Zee. Zijn leefomgeving zijn kwelders en estuaria, bij voorkeur in gebieden die onder invloed van het getij staan. In Nederland komt deze soort plaatselijk voor in Zeeland langs de Ooster- en Westerschelde en in het Grevelingenmeer, alsmede op de Waddeneilanden en langs de vastelandskust van het Waddengebied. Het voedsel bestaat specifiek uit nopjeswieren: draadvormige geelgroene algen uit het geslacht Vaucheria.